# Phare de Punta Cala Scirocco
Le phare de Punta Cala Scirocco (en italien : Faro di Punta Cala Scirocco) est un phare actif situé sur l'île de Gorgone (archipel toscan) faisant partie du territoire de la commune de Livourne (province de Livourne), dans la région de Toscane en Italie. Il est géré par la Marina Militare.

## Histoire
Le phare est situé à l'extrémité sud de l'île de Gorgone, à environ 28 km au large de Livourne. Il est entièrement automatisé et alimenté par des panneaux photovoltaïques.

## Description
Le phare  est une tour circulaire en fibre de verre blanc de 5 m de haut, avec galerie et lanterne. La tour est totalement peinte en blanc. Il émet, à une hauteur focale de 45 m, deux éclats blancs d'une seconde toutes les 10 secondes. Sa portée est de 9 milles nautiques (environ 17 km) .
Identifiant : ARLHS : ITA-... ; EF-1992 - Amirauté : E1396 - NGA : .... .

## Caractéristiques dufeu maritime
Fréquence : 10 s (W-W)
- Lumière : 1 seconde
- Obscurité : 2 secondes
- Lumière : 1 seconde
- Obscurité : 6 secondes

|                 |
| Archipel Toscan |

### Lien connexe
- Liste des phares de l'Italie